# Valluga
Valluga – szczyt w Alpach Lechtalskich, części Północnych Alp Wapiennych. Leży w Austrii w kraju związkowym Tyrol. Szczyt można zdobyć ze schronisk Ulmer Hütte (2279 m) i Stuttgarter Hütte (2305 m). Sąsiaduje z Roggspitze.
Pierwszego wejścia w 1877 r. dokonał Andreas Madlener.